# Agnieszka Malinowska
Agnieszka Barbara Malinowska () é uma matemática polonesa, conhecida por suas pesquisas e livros sobre cálculo fracionário e cálculo variacional fracionário. É professora associada de matemática na faculdade de ciência da computação da Universidade Técnica de Bialystok.

## Formação e carreira
Malinowska obteve um mestrado em matemática pela Universidade de Varsóvia em 1995. Ingressou na Universidade Técnica de Bialystok como assistente de ensino naquele ano. Depois de completar um doutorado em 2003 pela Academia de Ciências da Polônia, tornou-se professora assistente na Universidade Técnica de Bialystok, e mais tarde professora associada.

## Livros
Malinowska é coautora de:
- Introduction To The Fractional Calculus Of Variations (com Delfim F. M. Torres, World Scientific, 2012)[4]
- Quantum Variational Calculus (com Delfim F. M. Torres, Springer, 2014)[5]
- Advanced Methods in the Fractional Calculus of Variations (com Tatiana Odzijewic e Delfim F. M. Torres, Springer, 2015)[6]